# Julie Pontoppidan
Julie Pontoppidan, née le 28 août 1996 à Aarhus au Danemark, est une handballeuse danoise évoluant au poste de demi-centre au HBC Celles-sur-Belle.

## Palmarès

### En club
Compétitions nationales
- troisième de la Coupe du Danemark en 2017 (avec Aarhus United)

### En sélection
autres
- vainqueur du championnat du monde junior en 2016[1]
- vainqueur du championnat d'Europe junior en 2015[2]